# Irina Maraczowa
Irina Maraczowa (ur. 29 września 1984) – rosyjska lekkoatletka specjalizująca się w biegach średnich.
Na dystansach 800 i 1500 metrów była ósma na uniwersjadzie w Belgradzie (2009).
W 2012 zdobyła srebro mistrzostw Europy z Helsinek w biegu na 800 metrów. Kontrola antydopingowa przeprowadzona 26 czerwca 2012 roku wykryła w organizmie zawodniczki niedozwolony doping. W 2015 zawodniczce odebrano srebrny medal mistrzostw oraz nałożono na nią karę dwuletniej dyskwalifikacji (do 22 stycznia 2017).
Reprezentantka Rosji w drużynowych mistrzostwach Europy.
Rekordy życiowe: bieg na 800 metrów – 1:57,82 (27 maja 2012, Soczi); bieg na 1500 metrów – 4:06,78 (24 lipca 2011, Czeboksary).